# 維克托·加德福什
卡爾·維克托·加德福什（瑞典語：Carl Viktor Gaddefors，1992年10月8日—）為瑞典男子籃球運動員，場上位置為小前鋒，最後效力於波蘭籃球聯賽托倫硬薑餅。
加德福什生於瑞典厄斯特松德，父親曾效力Jämtland Basket三年。

## 職業生涯
2018年3月加德福什加盟LNB Pro B安提伯鯊魚。
2020年9月25日，加德福什加盟南泰利耶。20–21賽季他獲得瑞典籃球聯賽MVP。
2021年9月13日，加德福什加盟羅馬尼亞全國籃球聯賽布加勒斯特迪納摩。
2022年11月11日，加德福什加盟BNXT 聯賽多納爾格羅寧根。
2023年7月28日，加德福什加盟T1聯盟新北中信特攻，中文登錄名為「飛克」。
2024年1月12日，新北中信特攻宣布與加德福什解除合約，加德福什留下場均17.2分、9.4籃板、4.5助攻的表現。

## 國家隊生涯
加德福什代表瑞典參加2013年歐洲籃球錦標賽、2019年世界盃籃球賽歐洲區資格賽、2022年歐洲籃球錦標賽資格賽、2023年世界盃籃球賽歐洲區資格賽。

## 生涯數據

### T1聯盟
例行賽
| 賽季    | 球隊         | GP | MPG   | 2P%  | 3P%  | FT%  | RPG | APG | SPG | BPG | PPG  |
| ------- | ------------ | -- | ----- | ---- | ---- | ---- | --- | --- | --- | --- | ---- |
| 2023–24 | 新北中信特攻 | 12 | 36:36 | 56.2 | 21.7 | 50.0 | 9.4 | 4.5 | 1.8 | 0.3 | 17.2 |